# Portenschlagiella
Portenschlagiella es un género monotípico de planta herbácea perteneciente a la familia Apiaceae. Su única especie: Portenschlagiella ramosissima, es originaria del sur de Italia.

## Descripción
Es una planta herbácea erecta perennifolia, algo pubescente. Las hojas, en grupos de 4 a 5, son pinnadas, con lóbulos agudos linear-filiformes. La umbela es sub-globular, con 30-50 rayos, pubescentes. Numerosos brácteas. La flor tiene los pétalos de color amarillo, con forma oblongo-espatulada, marginados y ciliados en la parte inferior. La floración se produce en verano, entre julio y agosto. El fruto es un aquenio ovoide-cilíndrico, sin comprimir, lanudo, erizado de pelos estrellados que ayuda a la difusión por los animales.

## Distribución y hábitat
Se trata de una rara especie endémica claramente de las rocas, que vive "en condiciones ecológicas muy extremas". Crece en un hábitat de monte mediterráneo, en la zona del Mar Tirreno (Italia del Sur) y la zona del Adriático en  Dalmacia al norte de Iliria ( Croacia, Bosnia y Herzegovina, Montenegro, al norte de Albania, en un entorno árido y rocoso, en las rocas con orientación norte-este, hasta unos 1.200 metros de altitud.

## Contenido en aceites esenciales
Las semillas de esta umbellifera tienen un contenido de 15% de aceites esenciales, en el que el compuesto dominante es el éter aromático miristicina,  conocido por sus etectos pscotrópicos. El análisis por resonancia magnética nuclear , cromatografía , espectrometría de masas , realizado en muestras de la entonces Yugoslavia , han puesto de manifiesto un contenido de miristicina igual a 70% del total de aceites esenciales y 10% de la masa total de las semillas.

## Taxonomía
Portenschlagiella ramosissima fue descrita por (Port.) Tutin y publicado en Feddes Repertorium 74: 32. 1967.
Etimología
Portenschlagiella: nombre genérico otorgado en honor del botánico austriaco Franz von Portenschlag-Ledermayer (1772-1822).
ramosissima: epíteto latino que significa "con muchas ramas".